# カナ (聖書)

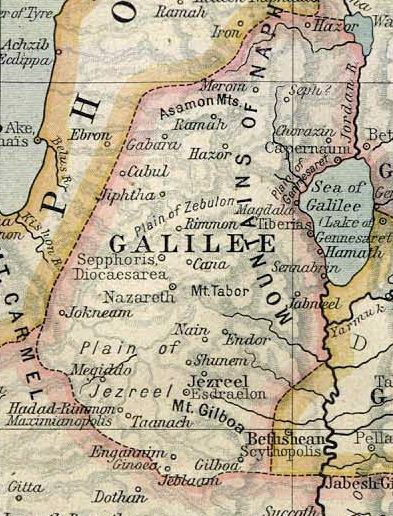
The Historical Atlas (1923年)では、カナはガリラヤ中央に置かれている。

カナ（英語:Cana）は新約聖書に登場するガリラヤ地方の町の地名である。
旧約聖書には、アシェル族の町にカナがある。これは、ツロの南東10kmにある現在のカーナである。
以前は、ナザレの北北東6kmのケフル・ケンナ（Kafr Kanna）がカナと考えられていたが、現在はナザレの北14kmのキルベト・カーナ（Khirbet Qana）の遺跡であると主張する人が多い。
婚礼に招かれたイエス・キリストが水をぶどう酒に変えたカナの婚宴の地として有名である。また。カペナウムの役人に対して息子の癒しを宣言された場所である。また、キリストの十二弟子の一人のナタナエルの出身地であった。
なおレヴァントのキリスト教を研究している文化人類学者の菅瀬晶子によれば、「レバノン南部の人びとは,カーナがイエスの最初の奇跡の地であるカナであると信じており,また同地には初期キリスト教徒が手彫りした洞窟が残っている。カーナはシーア派ムスリムと若干のキリスト教徒が住む村であるが,この洞窟もまた,宗教・教派を問わず,人びとの憩いの場となっている」。

## 注
1. ↑  菅瀬晶子「レバノン南部の聖者アル・ホドル崇敬にみられる 「聖者の占有」とその背景」国立民族学博物館研究報告39(4): 465–510 (2015), p.508